# 资中郡
资中郡，中国南北朝时设置的郡。
北周武成二年（560年）置，治所在资阳县（今四川省资阳市）。辖境相当今四川省资阳市。保定五年（565年）移治磐石县（今资中县）。隋朝开皇初年废。 